# John Pitt
Pour les articles homonymes, voir Pitt.
John Pitt (9 octobre 1756, Hayes, Kent – 24 septembre 1835, Londres), 2e comte de Chatham, est un général et un pair britannique.

## Carrière
Il est le fils aîné de William Pitt l'Ancien et le frère de William Pitt le Jeune. Il est affecté au 47e régiment d'infanterie en 1774.
Plus tard il sert dans différentes unités, notamment le Premier Lord de l'Amirauté, le Lord du Sceau privé et le Lord Président du Conseil dans des cabinets tories à la fin du XVIIIe et au début du XIXe siècle. En 1809, durant les guerres napoléoniennes, il commande les forces britanniques à l'expédition de Walcheren. Il est le gouverneur de Jersey de 1807 à 1820 et le gouverneur de Gibraltar de 1820 à 1835.